# Deserto de Amargosa

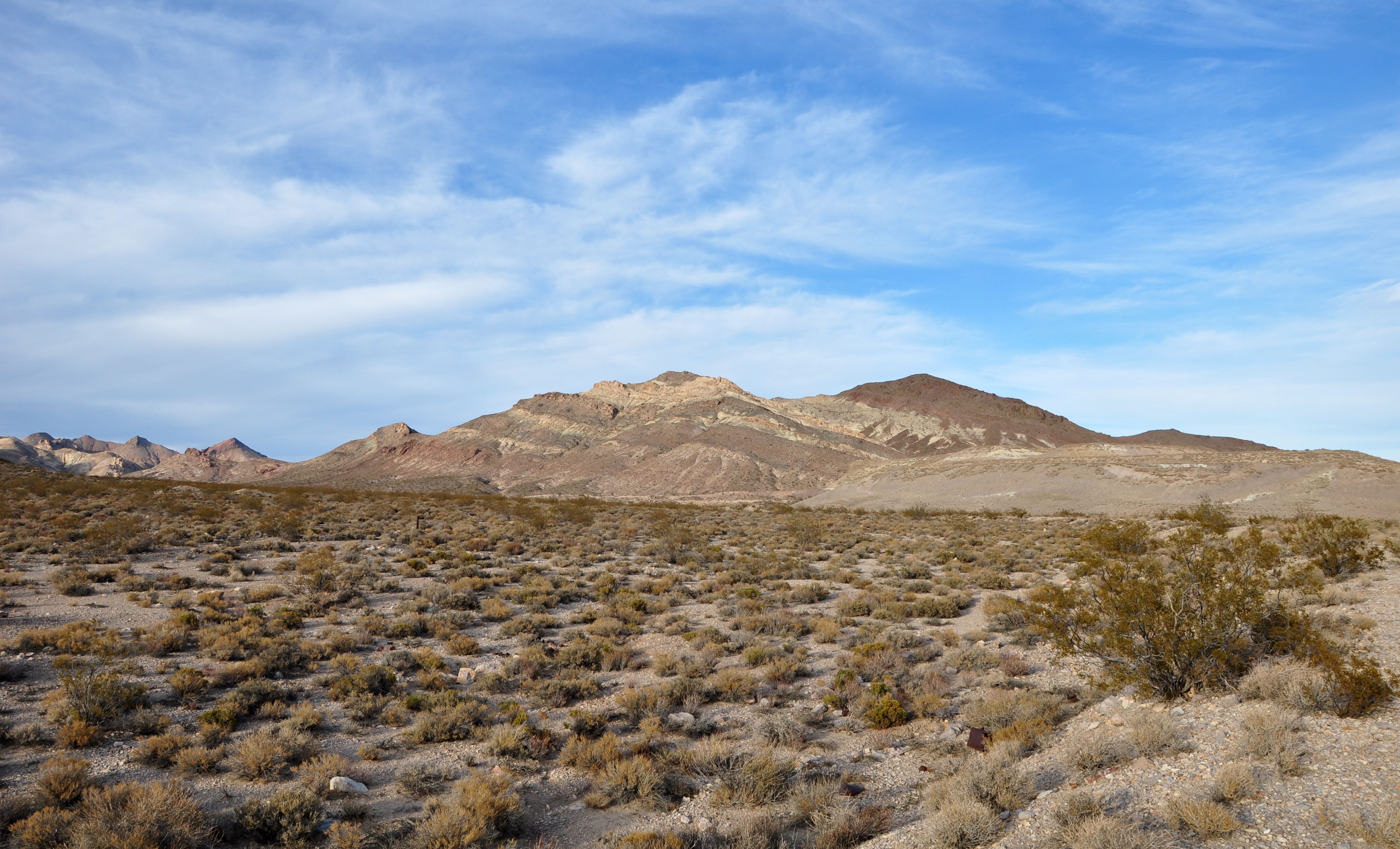
Paisagem do Deserto de Amargosa

O deserto de Amargosa está localizado no condado de Nye no oeste de Nevada, Estados Unidos, próximo à fronteira com Califórnia. O deserto tem esse nome, porque está localizado no vale do rio Amargosa, que vem do espanhol, por causa do gosto amargo da água desse rio.

## Geografia

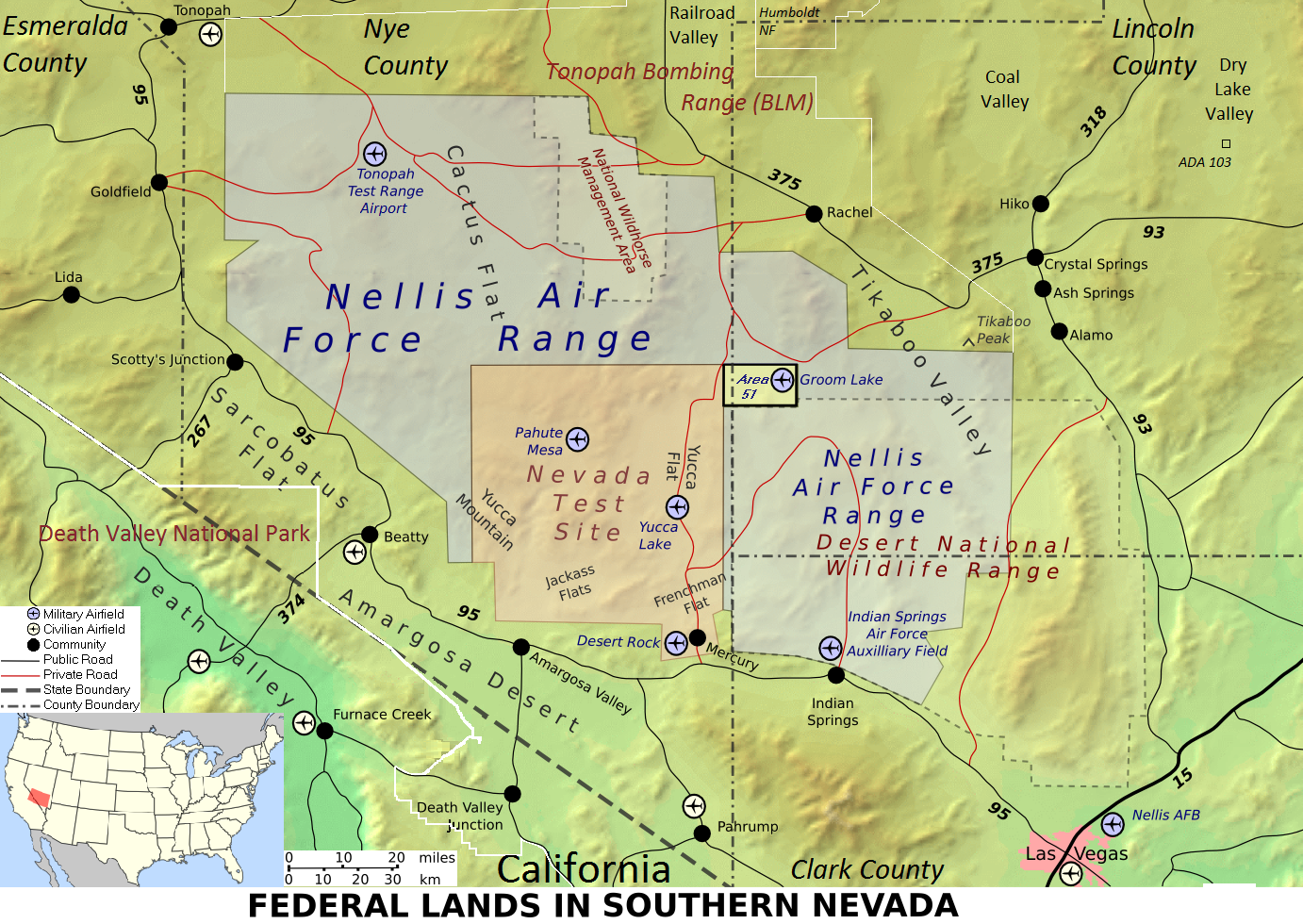
Nellis Air Force Range

O deserto de Amargosa fica a uma altitude de cerca de 790 a 840 m, que situa-se no norte do vale do rio Amargosa. O deserto fica entre as montanhas Funeral e o Vale da Morte e, ao oeste, Yucca Mountain e, sa leste, Nellis Air Force Range.

## Ecossistema
O deserto de Amargosa é um deserto árido e um ecótono entre o norte da Grande Bacia e do sul do deserto de Mojave. O curso do rio azonal Amargosa atravessa o deserto, temos o peixe raro shoshone (Cyprinodon nevadensis shoshone) próximo à Estação dos Peixes de Amargosa do Complexo Nacional de Refúgios da Fauna Desértica.